# 格林美·杜特
格林美·杜特（Graeme Dott，1977年5月12日—），蘇格蘭職業士碌架球手及教練。1994年始轉為職業選手，2001年首次打入前16名。他的成名戰是2006年的世界司諾克錦標賽勇奪冠軍。2007年亦贏得中國公開賽冠軍，2004年和2010年世錦賽亦先後奪亞。2007年曾升上世界第二，但因後來患上抑鬱症而令表現大挫，2009/10球季大跌至28位。其後才慢慢回復狀態。2011年出版自傳《Frame of Mind: The Autobiography of the World Snooker Champion》。